# Maria Hafner (Malerin)
Maria Elisabeth Hafner (* 1. April 1923 in Zug; † 15. Dezember 2018 in Unterägeri) war eine Schweizer Malerin. Bekannt wurde sie vor allem für ihre zahlreichen Bilderzyklen, die oft von religiösem, spirituellem Charakter sind.

## Leben
Maria Hafners Vater, Theodor Hafner, war Philosoph, Sekundarlehrer an der Kantonalschule in Zug und Schriftsteller. Die Mutter, Frida geb. Staffelbach, war ebenfalls Sekundarlehrerin. Der Bruder von Maria Hafner, Leo Hafner, war Architekt, der mit seinem Architekturbüro Hafner und Wiederkehr private und öffentliche Bauten im Kanton Zug realisierte.
Ab 1942 belegte sie ein Teilstudium der Germanistik, Pädagogik und Logopädie an der Universität Freiburg. Wegen einer Krankheit unterbrach Maria Hafner ihr Studium und hielt sich einige Zeit in Tessin auf, wo sie die Schweizer Malerin Helen Dahm begegnete. Diese Bekanntschaft und gemeinsame Zeit prägten die junge Frau.
In den Jahren zwischen 1956 und 1961 durchlebte Hafner eine schwere körperliche und geistliche Krise, was aber zugleich der Beginn ihres künstlerischen Weges war. Von 1966 bis 1970 hospitierte sie an der Hochschule für Gestaltung und Kunst Luzern und nahm Privatunterricht bei Schweizer Maler Werner Andermatt. Es folgten Studienaufenthalte in London, den USA, Israel/Palästina. Ab 1970 begann Maria Hafner als freischaffende Malerin zu arbeiten.
Sie war Mitglied der visarte Innerschweiz und der Schweizerischen St. Lukasgesellschaft.

## Werk
Bereits als Kind bemerkte Maria Hafner, dass sie gerne Künstlerin werden möchte. Durch die Spaziergänge mit ihrem Vater und die viel in der Natur verbrachte Kindheit wurde ihr die Liebe zur Natur früh bewusst. In ihrer früheren Schaffensphase arbeitete sie mit Aquarell und ein wenig mit Ölkreide. Sie stellte die ihr nahe und vertraute Welt dar – Bäume, Vögel, Blumen, malte aller Art landschaftliche und figürliche Darstellungen, aber auch Abstraktionen.
Andere Inspirationen fand Maria Hafner in der Malerei der deutschen Expressionisten und anderen Malern wie u. a. Henri Matisse, Paul Klee, Giorgio Morandi, Marc Chagall. Ihre frühe Schaffensphase ist durch eine breite Diversität an Medien gekennzeichnet – sie malte mit Aquarell und Kreide, gestaltete Glasmalereien, Drucke, Wandteppiche, Emailbilder, Kunst am Bau und entwarf zahlreiche Kunstkarten. Später entdeckte die Künstlerin für sich Öl, wechselte aber recht bald zu Acryl.
Den Hauptteil des Werkes von Maria Hafner bilden die Acrylbilder auf Leinwand, welche sie in Bildreihen entwarf. Bis Ende ihres Lebens blieb sie diesem Medium treu, das ihrer Malerei mehr Expressivität ermöglichte. In den 80er und 90er Jahren wendete sie sich vermehrt zu den religiösen Themen.
Bilderzyklen wurden zu ihrem Markenzeichen. Die einzelnen Bilder verbinden ein Thema, sie sind farblich und formal aufeinander abgestimmt und sind so konzipiert, dass der Betrachter eine Art Reise mit der eigenen Dynamik und Spannungen durchlebt.  Innerhalb des Bildzyklus schrieb sie zu jedem Bild ein kleines Gedicht oder einen Kommentar, um das Publikum zu ermutigen, die Geschichte mitzuerleben und tiefgreifend zu betrachten.

Ein Beispiel aus dem Bilderzyklus Dein Angesicht will ich sehen. Heilung einer kranken Frau:
Lebendig
Ringsum sprühen Farben des Lebens –
Austausch von Kräften! Sie lassen atmen,
singen, lachen. Unbesorgte Entfaltung
beginnt, im eigenen Sein.
Sie drängt sich zu verschenken,
Neues wachsen zu lassen.
Mater, Mutter, Mère: Geheimnis der
Verschwendung, die nicht ins Leere führt,
sondern in neues Lachen, Singen und
Lieben.
Die Bandbreite an Themen, die Maria Hafner bewegten ist gross: von zahlreichen Geschichten aus der Bibel (häufig Heilungsgeschichten) bis zu einzelnen Themen wie Frau, Kind, Blume und Frucht, Tanz, Engel, Traum, Licht. Hafner manifestierte ihr starkes Lebensgefühl durch die Farben, die bereits in ganz frühen Werken eine zentrale Rolle einnahmen und bis zum Ende ihres Schaffens die Bildkompositionen bestimmten. 
Ihr Werk umfasst Bildreihen, Kunst am Bau, Einzelausstellungen, Tätigkeit in der Erwachsenenbildung mit Vorträgen, Malkursen und Bildmeditationen sowie die Herausgabe von Bildmappen und Büchern. Sie arbeitete mit Musikern wie Carl Rütti, Matthias Müller, Magda Schwerzmann und Joseph Röösli zusammen.
Der künstlerische Nachlass von Maria Hafner wurde von den Erben zur Verwaltung an die Franziskanischen Gemeinschaft der deutschen Schweiz übergeben und befinden sich seit Frühjahr 2020 im Mattli Antoniushaus in Morschach SZ.
Zu Maria Hafners 100. Geburtstag wurde ihr Schaffen mit einer Ausstellung im Mattli Antoniushaus gewürdigt.

## Auszeichnungen
- 1993: Anerkennungspreis des Kantons Zug.

## Bilderzyklen (Auswahl)
- Der kleine Weg (1984)
- Ziehe mich nach Dir. Zum Hohen Lied der Liebe (1989)
- Der Weg zu Krippe – Vorweihnacht (1991)
- Frau von weissen Tulpen (1991)
- Verena die Quelle, Band 1 (1994)
- Verena die Quelle, Band 2 (1994)
- Unter seinem Flügel – zum Buch Rut (1997; 2001)
- Meditationsweg in der Einsiedelei St. Verena Solothurn (1998)
- Mein Gesicht – Dein Gesicht – Zu einer Legende von Selma Lagerlöf Das Schweisstuch der Veronika (1999–2001)
- Wechselnde Pfade. Antonius von Padua (2000–2001)
- Vierzehn Stationen der Kraft (2004)
- Nichts als das Ganze (2005)
- Öffne deine Flügel (2007)
- Naher Himmel – Weite Erde (2008)
- Dein Angesicht will ich sehen (2012)
- Wer bist du – wer bin ich? (2012)
- Talita Kum – Mädchen, steh auf (2012)
- David. König, Sänger und Prophet (2012)
- Jesus der Andere (2016)

## Werke im Öffentlichen Raum (Auswahl)
- 1979: Bethlehem, Caritas Baby Hospital, Glasscheibe in der Kapelle
- Meditationsweg in der Einsiedelei Sankt Verena Solothurn (1998) – Bilder von Maria Hafner, Texte von Silja Walter[5]

## Filme
- Konstanze Binder (Regie): Begegnungen mit Malerin Maria Hafner. Settebello Filmproduktion, 2006.